# Рапіс
Рапіс, або рапис (Rhapis) — рід близько 10 видів маленьких пальм, що родом з південно-східної Азії від півдня Японії та півдня Китаю на південь до Суматри. Види широко відомі як леді-пальми. Вони являють собою віялові пальми (підродина Coryphoideae), листя з оголеним черешком закінчуються округлим віялом численних листочків. Рослини мають тонкі стебла, що виростають до 3–4 м заввишки, розгалужуючись біля основи, утворюючи грудочки, на окремих рослинах утворюються чоловічі та жіночі квіти.